# Zblewo

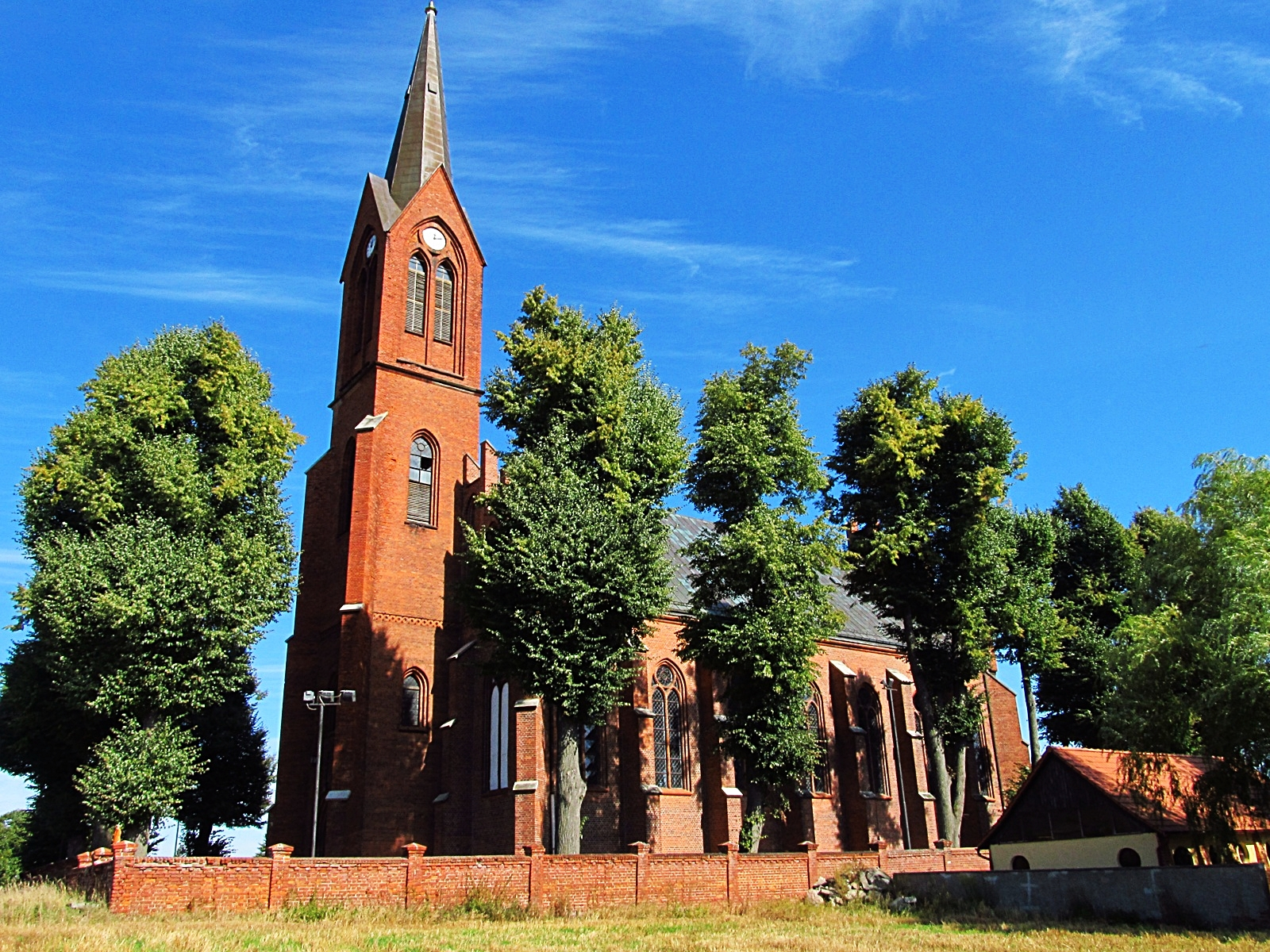
St.-Michael-Kirche

Zblewo [zblɛvɔ] (deutsch Hochstüblau) ist ein Dorf im Powiat Starogardzki in der Woiwodschaft Pommern, Polen. Es zugleich Sitz der gleichnamigen Landgemeinde.

## Geographie
Zblewo liegt ca. 70 km südwestlich von Danzig. Das Dorf gehört zur ethnisch-kulturellen Region Kociewie. Auf dem Gebiet der Gemeinde befinden sich der Große und der Kleine Bordzichower See.

## Geschichte
Die erste urkundliche Erwähnung des Ortes von Wenzel III stammt aus dem Jahr 1305. Infolge der Ersten Polnischen Teilung 1772 fiel Zblewo an Preußen. 1812 zog die Armee Napoleons durch das Gebiet von Zblewo. Seit 1818 gehörte der Kreis Preußisch Stargard – und damit auch Hochstüblau/Zblewo – zum Regierungsbezirk Danzig in der Provinz Westpreußen. Einen wirtschaftlichen Aufschwung erlebte das Dorf in der zweiten Hälfte des 19. Jahrhunderts mit dem Bau der Bahnstrecke von Berlin nach Königsberg. Seit 1874 war Hochstüblau Sitz eines Amtsbezirkes.
Infolge des Versailler Vertrages fiel Hochstüblau/Zblewo 1920 an Polen. Im Zweiten Weltkrieg war Zblewo vom September 1939 bis zum März 1945 von deutschen Truppen besetzt.
Von 1975 bis 1998 gehörte Zblewo zur Woiwodschaft Danzig.

## Sehenswürdigkeiten
Die römisch-katholische Pfarrkirche des Heiligen Erzengel Michael wurde von 1879 bis 1880 im neugotischen Stil errichtet.

## Gemeinde
Zur Landgemeinde (gmina wiejska) Zblewo gehören 16 Ortsteile mit einem Schulzenamt (sołectwo). Sie erstreckt sich über eine Fläche von 137,96 km², wovon 60 % landwirtschaftlich genutzt werden und 28 % bewaldet sind.

## Söhne und Töchter des Ortes
- Józef Wrycza (1884–1964), polnischer Geistlicher